# 비류 (배우)
비류(본명: 이은실, 1982년 5월 25일~)는 대한민국의 배우이자 모델이다.
1998년 영화 《해가 서쪽에서 뜬다면》에 단역(황준희 역)을 통하여 영화 배우(아역)로 처음 데뷔를 하였으며, 2000년 영화 《순애보》에 단역(한유현 역)하였었고, 2001년 영화 《고양이를 부탁해》의 조연(서비류 역)한 이후에서부터는 TV 드라마 작품에도 출연하기 시작하였다.

## 학력
- 서일대 연극학과 (전문학사)

## 출연 작품

### 연기 활동

#### 영화
- 1998년 《해가 서쪽에서 뜬다면》 ... 황준희(가판대 여자) 역
- 2000년 《순애보》 ... 한유현 역
- 2001년 《고양이를 부탁해》 ... 서비류 역

#### 드라마
- 2003년 MBC 수목미니시리즈 《위풍당당 그녀》
- 2003년 KBS 2TV 드라마시티 《낭랑 18세》
- 2004년 KBS 2TV 월화미니시리즈 《낭랑 18세》